# Liu Yu
Liu Yu (刘宇S, Liú YǔP; Chengdu, 12 maggio 1985) è un ex calciatore cinese, di ruolo difensore.

## Carriera

### Club
Ha giocato nella prima divisione cinese.

### Nazionale
Ha partecipato ai Mondiali Under-20 del 2005. Nel 2011 ha giocato 3 partite in nazionale maggiore.

## Palmarès

### Club

#### Competizioni nazionali
- China League One: 1

Chongqing Lifan: 2014